# Barebreo
Gregorio Barebreo, nome latinizzato di Gerīghōr Abulfaraǧ (in arabo Abū'l-Faraǧ), italianizzato anche come Gregorio Abulfaragio (in siriaco Bar ῾Ebrāyā, ܒܪ ܥܒܪܝܐ, in latino Bar Hebraeus; Melitene, 1226 – Maraga, 30 luglio 1286), è stato un teologo, storico e vescovo cristiano orientale siro.
Fu un vescovo della Chiesa ortodossa siriaca e, dal 1264, catholicos. È ricordato per le sue eccelse opere di filosofia, poesia, grammatica, storia e teologia. Fu anche commentatore biblico.
È stato santificato dalla Chiesa ortodossa siriaca, che lo ricorda il giorno 30 luglio.

## Biografia
Barebreo nacque in Cappadocia nel villaggio di 'Ebra (chiamato anche Izoli) nei pressi della città di Melitene, all'epoca nel Sultanato di Rûm.
Sembra che avesse adottato il nome cristiano di Gregorio (in siriaco Gerīghōr) quando fu consacrato vescovo. Durante tutta la sua vita venne spesso indicato con il soprannome siriaco Bar 'Ebraya (o Bar 'Ebroyo, come veniva pronunciato e spesso trascritto nel dialetto siriaco occidentale della Chiesa ortodossa siriaca), che diede origine al nome latinizzato di Bar Hebraeus. Il nome cristiano si riferisce probabilmente al suo luogo di nascita, 'Ebra, dove l'antica strada ad oriente di Melitene verso Harput (nei pressi di Elâzığ) e Amida in Mesopotamia (oggi Diyarbakır) attraversava l'Eufrate.
Lesse tutto quello che era disponibile in lingua siriaca su materie come teologia, filosofia, storia e medicina. Raccolse i risultati dei suoi anni di studio in numerosi ed elaborati trattati. La maggior parte della sua opera fu scritta in siriaco. Ma scrisse in parte anche in arabo, che nella sua epoca era diventata la lingua comune.
Barebreo era figlio di un medico ebreo convertito al cristianesimo: Aaron (in arabo: Hārūn bin Tūma al-Malaṭī). Sotto la guida del padre, cominciò molto giovane (a teneris unguiculis) lo studio della medicina e di molte altre branche del sapere, che proseguì ad Antiochia ed a Tripoli di Siria, e che non abbandonò mai. Nel 1246 fu consacrato vescovo di Gubos dal patriarca siro-ortodosso Ignazio III, e nel 1255 fu trasferito alla sede di Laqabin. Nel 1252 gli venne assegnata la diocesi di Aleppo; ed infine nel 1264 fu nominato catholicos (Primate o Mafriano: la seconda carica in ordine d'importanza della Chiesa giacobita) dell'Oriente da Ignazio III. I suoi impegni episcopali non interferirono con i suoi studi; trasse vantaggio dalle numerose visite, che dovette effettuare attraverso la vasta provincia ecclesiastica, per consultare le biblioteche e conversare con le persone dotte che ebbe l'occasione d'incontrare. Perciò acquisì a poco a poco un'immensa erudizione, diventando esperto di quasi ogni branca della conoscenza laica e religiosa. È quasi un mistero sapere come potesse dedicare tanto tempo a tali studi sistematici; nonostante il periodo storico travagliato soprattutto dall'invasione dei Mongoli durante la quale egli stesso, nel corso delle scorrerie delle orde di Hulagu verso il 1260, fu imprigionato nella fortezza di Qalʿat Najm, nei paraggi di Mosul, dove si era recato a chiedere la grazia per le popolazioni cristiane. Ma il merito principale per cui dobbiamo essergli grati non sta tanto nella sua pur valida produzione originale, quanto nella sua attività di conservazione e sistematizzazione delle opere dei suoi predecessori, che realizzò a volte riassumendole e a volte copiandole.
Stimato da tutti, Barebreo alla sua morte fu compianto non soltanto dai confratelli nella fede, ma anche dalla Chiesa d'Oriente e dagli Armeni. Morì a Maraga, oggi Maragheh, in Persia; e fu sepolto nel monastero di Mar Mattai, nei pressi di Mosul.

## Opere
Un elenco completo delle opere di Barebreo è contenuto nell'opera A Short History of Syriac Literature di William Wright, pp. 268-281. La lista seguente è soltanto una scelta:

### Autobiografiche
- Barebreo ci ha lasciato una breve autobiografia raccolta da Giuseppe Simone Assemani, Bibliotheca Orienthalis, II, 248-263; il resoconto della sua morte (ibid.) fu scritto dal fratello, Gregorio bar Sawmo (morto nel 1307/8)

### Edizioni italiane recenti
- (FR)  Contes choisis de discours d'animaux sans raison. Chapitre dixième des Contes amusants recueillis par Grégoire Abou'l-Faradj Barhebraeus, Silvio Zamorani Editore, Torino, 1991.